# Республика Башкортостан
«Республика Башкортостан» — російськомовна громадсько-політична газета, що видається в Башкортостані. Газета висвітлює суспільно-політичні події, що відбуваються в регіоні.

## Історія видання
Газета почала виходити 8 (21) жовтня 1906 року під назвою «Уфимский робочий». Всього вийшло 28 номерів. У створенні підпільної типографії, де вона друкувалась, брав участь О. Д. Цюрупа. Першим редактор був Олексій Христофорович Митрофанов (партійна кличка «Романич»), а після його відправлення на партійну роботу ним став Борис Михайлович Волін. 17 (30) жовтня 1908 року випуск газети був зупинений.
Із 19 березня 1917 року почала виходити щоденна газета «Вперед!» (орган Уфимського об'єднаного комітету РСДРП), редактор Олексій Іванович Свідерський. Незабаром за рішенням ЦК РСДРП його змінила Людмила Миколаївна Сталь. Із липня 1919 року газета стала виходити під назвою «Известия Уфимского губернского революционного комитета». B 1922 році газета отримала назву «Власть труда» — орган Башкирського обкому РКП(б) і ЦВК Башкирської АРСР. Із 1 січня 1925 року до вересня 1951 року виходила газета під назвою «Красная Башкирия», а з вересня 1951 року — «Советская Башкирия».
У даний час — «Республика Башкортостан».

## Нагороди
- Орден Трудового Червоного Прапора (11 серпня 1966).